# Ministero delle informazioni e della sicurezza nazionale
Il Ministero delle informazioni e della sicurezza nazionale (Vezarat-e Ettela'at va Amniat-e Keshvar; VEVAK) è la principale organizzazione d'intelligence iraniana e usufruisce di importanti sovvenzioni da parte del governo. Tra il 1979 ed il 1984 era nota come "SAVAMA" (ساواما), acronimo per "Ministero dell'Informazione della Repubblica Islamica dell'Iran" ( اسلامی ایران وزارت اطّلاعات جمهوری ).
Le informazioni riguardo al ministero sono circondate da un'aura di discrezione che non permette di tracciarne in modo soddisfacente i contorni.
La creazione del ministero fu proposta da Sa‘id Hajjarian al parlamento (Majlis) guidato da Mir-Hossein Musāvi e la proposta fu a suo tempo approvata dall'Imam Ruhollāh Khomeyni.
Il ministero è stato fondato il 18 agosto 1984 ed è il successore della SAVAK, il servizio segreto dell'Iran all'epoca di Reza Pahlavi, fino al 1979, anno della sua caduta. I quattro ministri che si sono alternati dopo la creazione del servizio segreto sono stati: Mohammad Reyshahri, Ali Fallāhian, Ghorbānali Dorri-Najafābādi e Ali Younessi.
È anche conosciuto come VEVAK (Vezarat-e Ettela'at va Amniyat-e Keshvar), VAJA o MOIS.
Nel 1999, alcuni oppositori del regime iraniano hanno accusato alcuni elementi riconducibili all'agenzia di omicidi di scrittori ed intellettuali dissidenti, incluso l'omicidio di politici ed intellettuali iraniani dissidenti, sia all'interno che all'esterno del paese.